# 곱사연어
곱사연어(학명: Oncorhynchus gorbuscha)는 연어목 연어과의 바닷물고기이다.

## 특징

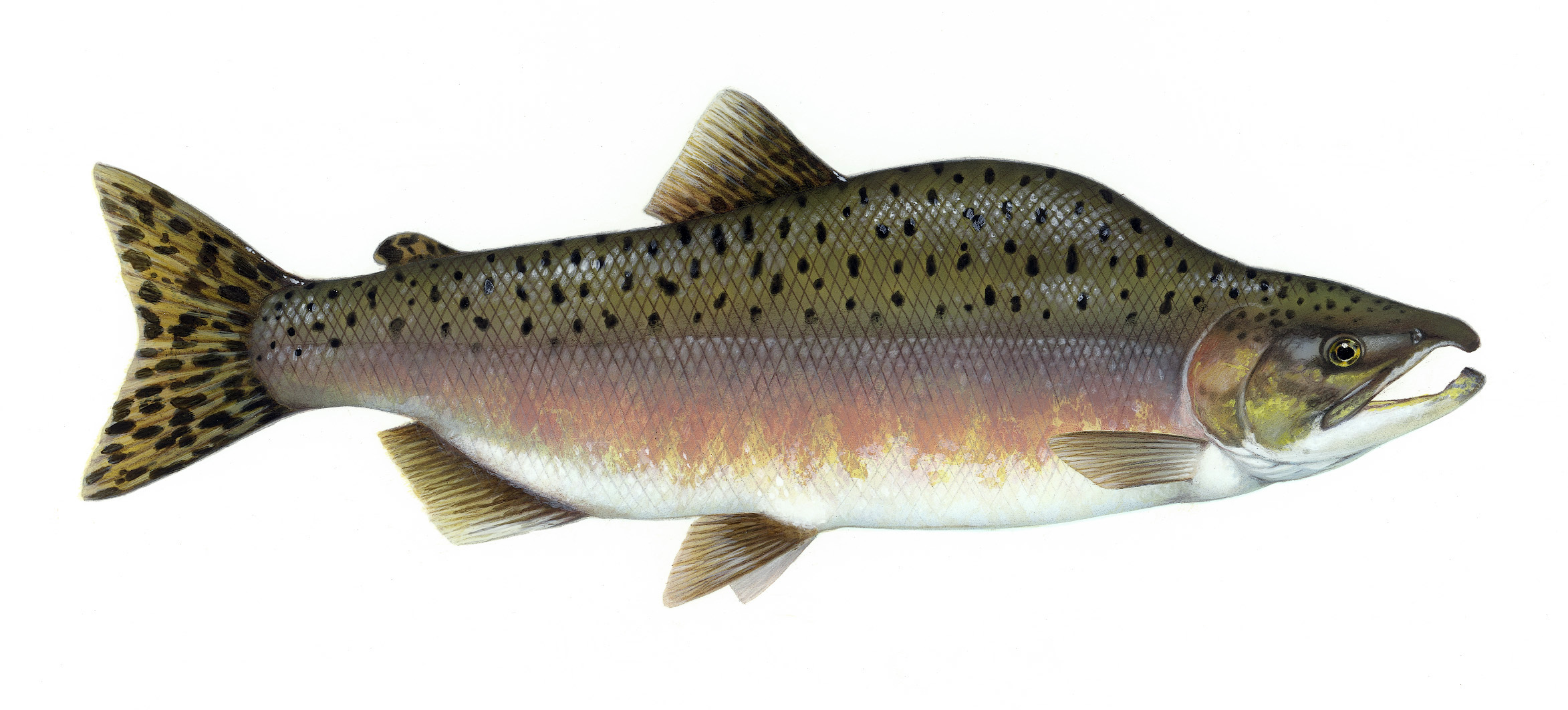

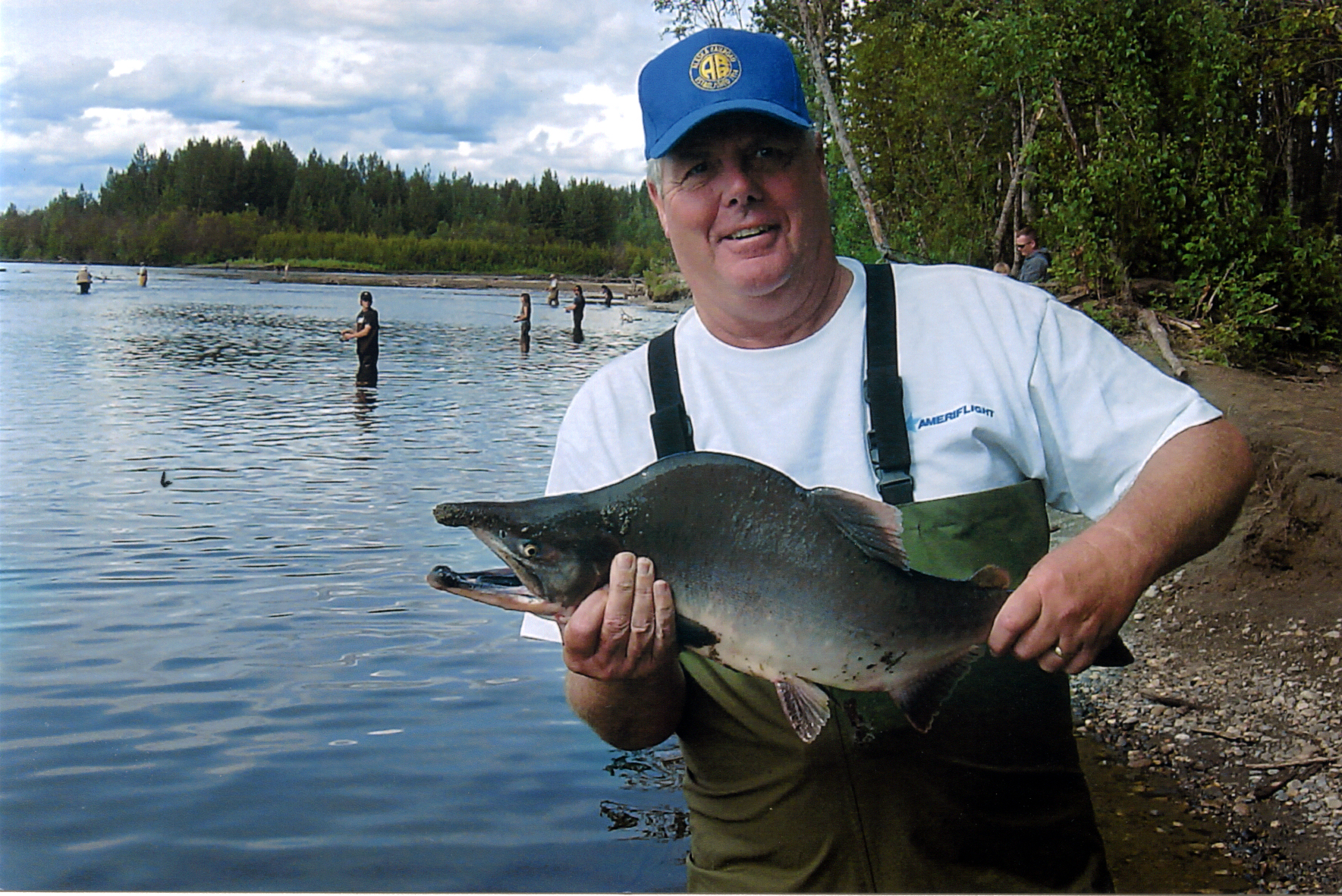

곱사송어라고도 한다. 몸의 길이는 최대 76cm이고, 몸무게는 최대 6.8kg이다. 몸은 방추 모양이면서 유선형이고 약간 옆으로 납작하다. 입이 크고 이빨이 날카롭다. 산란기가 되면 수컷의 주둥이가 구부러지고 머리 뒤쪽에는 연골의 돌기가 생긴다. 이 때문에 마치 곱사등이 물고기처럼 보인다. 기름지느러미는 크다.
몸빛깔은 등쪽이 청록색이고 배쪽이 은백색이다. 등과 기름지느러미 또는 꼬리지느러미에 크고 검은 무늬가 있어서 구별이 가능하다.